# Comarostaphylis
Comarostaphylis es un género con 46 especies de plantas  pertenecientes a la familia Ericaceae. Se encuentran desde Estados Unidos hasta Panamá.

## Descripción
Son arbustos a árboles pequeños, que alcanzan un tamaño de 1–4 (–10) m de alto; ramitas jóvenes densamente pubérulas con tricomas rizados, eglandulares, canescentes a ferrugíneos, glabrescentes, corteza rojiza, delgada y desprendiéndose en tiras largas. Hojas alternas, elípticas a oblongas, (3–) 4.5–7 cm de largo y 1–2 cm de ancho, ápice obtuso o agudo, apiculado, base cuneada, margen entero e inconspicuamente undulado, pinnatinervias con nervios impresos en la haz y prominentes en el envés, cuando jóvenes glabras o con nervios densamente tomentulosos y al madurar glabras y nítidas en la haz, densamente ferrugíneas tornándose canescente-tomentulosas en el envés; pecíolos 3–5 (–12) mm de largo, acanalados en la haz, ferrugíneo pubérulos. Inflorescencias terminales, paniculadas, el raquis, las ramas y los pedicelos moderadamente pilosos con tricomas glandulares en el ápice, brácteas florales carinadas, deltoides a lanceoladas, 2–3.5 mm de largo, densamente pubérulas adaxialmente con tricomas ferrugíneos glandulares en el ápice, pedicelos 1–3 mm de largo, bibracteolados en la mitad, las bractéolas linear-lanceoladas, 1–2 mm de largo; lobos del cáliz deltoides a ovado-triangulares, 2–2.5 mm de largo, moderadamente pubérulos en el lado adaxial; corola urceolada, 5–6 mm de largo, blanca en la antesis, moderadamente pilosa con tricomas eglandulares; estambres 10, 2.5–3 mm de largo, filamentos basalmente hinchados, vellosos, anteras con espolones dorsales ca 0.5 mm de largo; ovario glabro a piloso, verrugoso. El fruto es una drupa globosa, 4–6 mm de diámetro, glabra, morado obscura a negra.

## Taxonomía
El género fue descrito por Joseph Gerhard Zuccarini y publicado en Abhandlungen der Mathematisch-Physikalischen Classe der Königlich Bayerischen Akademie der Wissenschaften 2: 331–335. 1837. La especie tipo es:  Comarostaphylis arguta

## Especies aceptadas

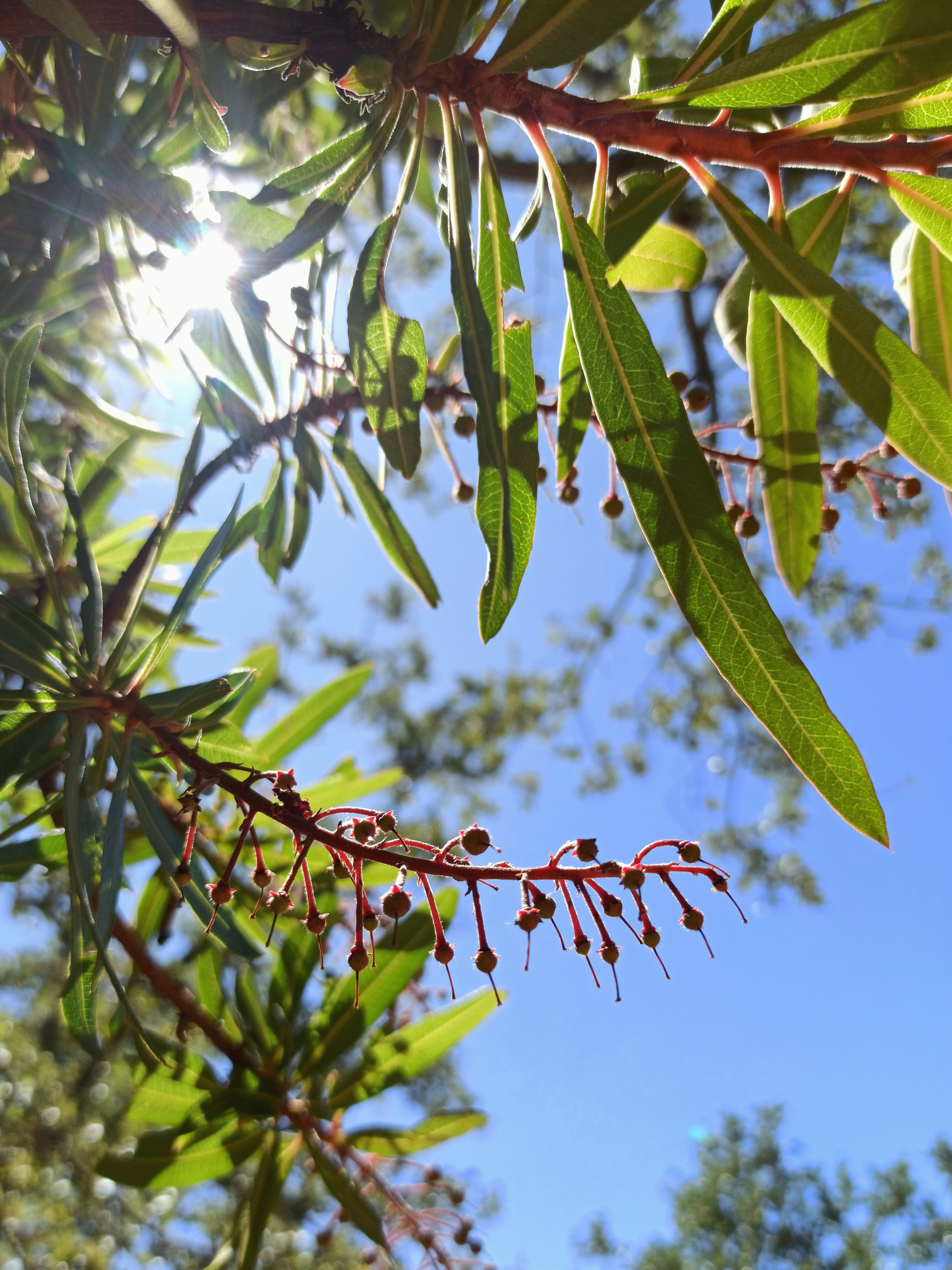
Comarostaphylis glaucescens

A continuación se brinda un listado de las especies del género Comarostaphylis aceptadas hasta septiembre de 2014, ordenadas alfabéticamente. Para cada una se indica el nombre binomial seguido del autor, abreviado según las convenciones y usos.	
- Comarostaphylis arbutoides
- Comarostaphylis discolor syn C. arguta - garambullo de México[3]
- Comarostaphylis diversifolia
- Comarostaphylis glaucescens
- Comarostaphylis lanata
- Comarostaphylis longifolia
- Comarostaphylis mucronata
- Comarostaphylis polifolia
- Comarostaphylis sharpii
- Comarostaphylis spinulosa